# Боск Беранже
Боск Беранже (фр. Bosc-Bérenger) насеље је и општина у северној Француској у региону Горња Нормандија, у департману Приморска Сена која припада префектури Дјеп.
По подацима из 2011. године у општини је живело 183 становника, а густина насељености је износила 54,14 становника/km². Општина се простире на површини од 3,38 km². Налази се на средњој надморској висини од 180 метара (максималној 183 m, а минималној 149 m).

## Демографија
| 1962. | 1968. | 1975. | 1982. | 1990. | 1999. | 2011. |
| ----- | ----- | ----- | ----- | ----- | ----- | ----- |
| 116   | 121   | 123   | 135   | 125   | 177   | 183   |

График промене броја становника у току последњих година